# Fryšták
Fryšták (en allemand : Freistadt) est une ville du district et de la région de Zlín, en Tchéquie. Sa population s'élevait à 3 834 habitants en 2025.

## Géographie
Fryšták se trouve à 7 km au nord de Zlín, à 79 km à l'est-nord-est de Brno et à 250 km au sud-est de Prague.
La commune est limitée par Lukoveček au nord-est, par Vlčková au nord, par Lukov à l'est, par Zlín au sud et par Racková et Žeranovice à l'ouest.

## Histoire
La première mention écrite de la localité date de 1356.

## Administration
La commune est composée de quatre sections :
- Dolní Ves
- Fryšták
- Horní Ves
- Vítová

## Transports
Par la route, Fryšták se trouve à 8 km de Zlín, à 90 km de Brno et à 296 km de Prague.